# 詹尼·范思哲

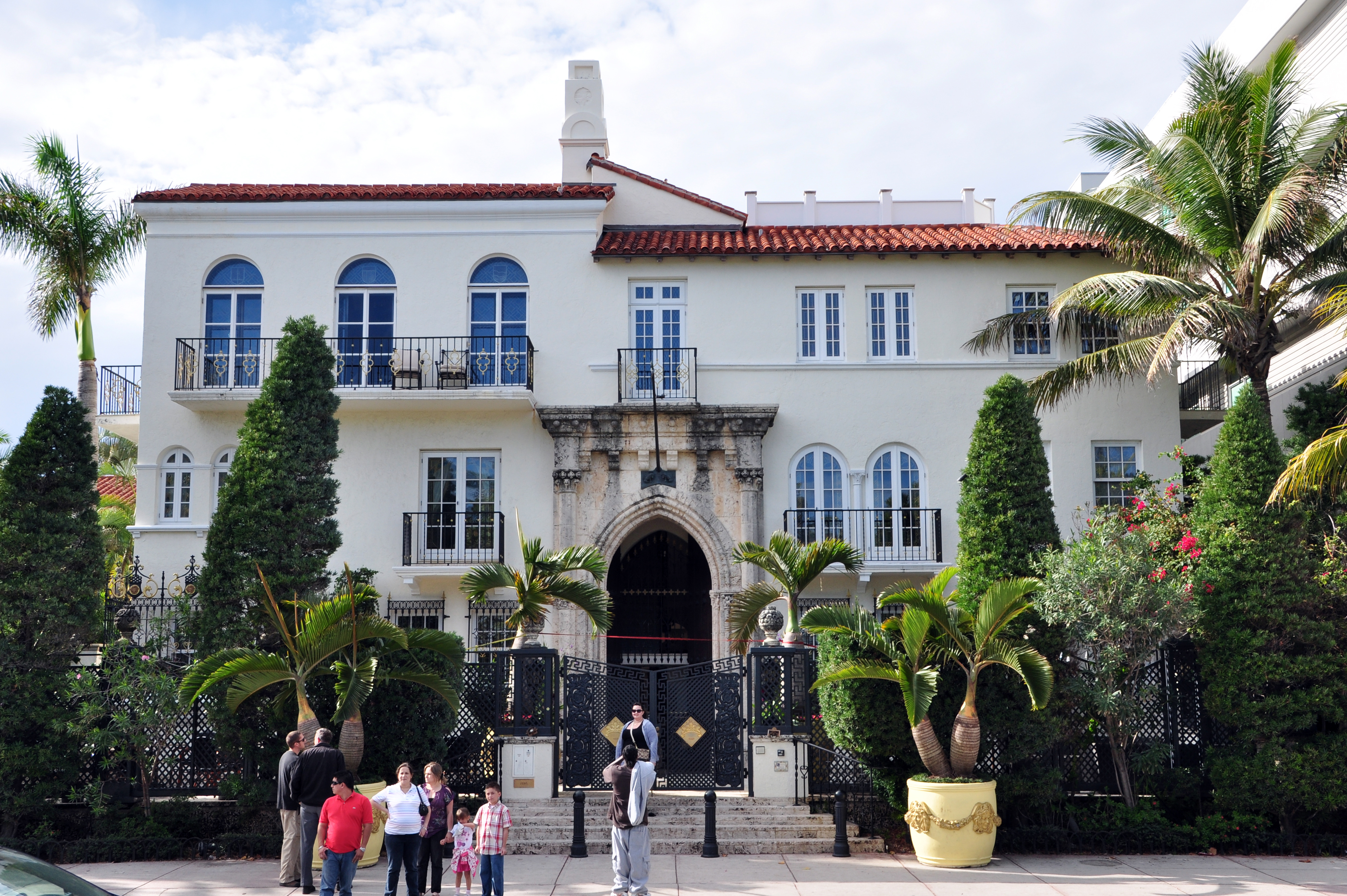
范思哲在迈阿密海滩的豪宅，2009年

詹尼·范思哲（義大利語：Gianni Versace，1946年12月2日—1997年7月15日），生于義大利雷焦卡拉布里亞，服裝設計師，是時尚品牌凡賽斯的創辦人，詹尼被殺後由他妹妹多纳泰拉·范思哲接手公司。
吉安尼·凡賽斯于1997年在美國邁亞密的自家豪宅門前被連環殺手安德魯·庫納南枪杀，令該宅成凶宅。他的妹妹在2000年以2000萬美元的低價，將豪宅卖给美國電信商人洛夫廷。洛夫廷在2012年6月由科威國際不動產（Coldwell Banker）代理，以1.25億美元的價格出售。